# Karin Günther
Karin Günther (* 27. August 1952 in Zwickau) ist eine deutsche Designerin und ehemalige Parteifunktionärin der DDR-Blockpartei NDPD. Sie war von 1988 bis 1990 Abgeordnete der Volkskammer der DDR.

## Leben
Karin Günther erlernte den Beruf einer Schuhfacharbeiterin. An der Technischen Universität Karl-Marx-Stadt wurde sie zur Diplomingenieurin für Lederverarbeitungstechnik ausgebildet. Eigentlich sollte sie die Schuhfabrik des Großvaters übernehmen, doch der Familienbetrieb wurde 1972 enteignet. So kam sie 1974 ins Modeinstitut der DDR in Ostberlin, war zunächst wissenschaftliche Mitarbeiterin, dann Abteilungsleiterin bzw. Leiterin des Ateliers Lederwaren im Institut. 
Sie wurde Mitglied der National-Demokratischen Partei Deutschlands (NDPD) und war von 1981 bis 1986 Abgeordnete der Berliner Stadtverordnetenversammlung. Auf den NDPD-Parteitagen im April 1982 und im Mai 1987 in Leipzig wurde sie zum Mitglied des Hauptausschusses der Partei gewählt. Im Juni 1986 wurde sie von der NDPD als Nachfolgekandidatin in die Volkskammer entsandt und auf der 6. Tagung der Volkskammer am 30. Juni 1988 als Nachfolgerin des invalidisierten Friedrich Otto als Mitglied der Volkskammer aufgenommen. Sie gehörte der Volkskammer bis März 1990 an.
Im Januar 1990 wurde sie durch den Minister für Leichtindustrie der DDR zur Direktorin des Modeinstitutes der DDR berufen. Im August 1990 wurde sie Geschäftsführerin des in eine GmbH umgewandelten Instituts. 1993 belieh sie ihre Lebensversicherung und übernahm die Firma, bei der sie bis dahin angestellt war.